# دوغ هيكس
دوغ هيكس هو لاعب هوكي الجليد كندي، ولد في 28 مايو 1955 في كولد لايك في كندا.

## وصلات خارجية
- دوغ هيكس على موقع دوري الهوكي الوطني (الإنجليزية)
- دوغ هيكس على موقع قاعة مشاهير الهوكي (لاعب أن.إتش.أل) (الإنجليزية)
- دوغ هيكس على موقع EliteProspects.com (الإنجليزية)
- دوغ هيكس على موقع Eurohockey.com (الإنجليزية)
- دوغ هيكس على موقع HockeyDB.com (الإنجليزية)
- دوغ هيكس على موقع Hockey-Reference.com (الإنجليزية)